# باداموك
باداموك (بالفارسية: باداموک) هي مستوطنة تقع في Baghestan Rural District في إيران. يقدر عدد سكانها بـ 248 نسمة .